# 坎波奥登梅迪奥
坎波奥登梅迪奥，是西班牙坎塔布里亚的一个市镇。总面积91平方公里，总人口3928人（2001年），人口密度43人/平方公里。